# 水竹叶
水竹叶（学名：Murdannia triquetra）是鸭跖草科水竹叶属的植物。

## 形态
一年生草本，高50－80厘米；茎圆中实多分枝，节上易生根；线状披针形叶子互生似竹叶，基部呈鞘状包围茎部；淡紫色花，椭圆形小蒴果；灰黑色细小种子。

## 分布
分布于越南、柬埔寨、台湾、印度、老挝以及中国大陆的广西、四川、湖北、江苏、云南、湖南、福建、江西、河南、浙江、海南、贵州、山东、陕西、广东等地，生长于海拔290米至1,600米的地区，一般生长在水稻田边和湿地上，目前尚未由人工引种栽培。

## 别名
肉草（广西地方名），细竹叶高草（广东）